# Saint-Aubin-de-Blaye
Saint-Aubin-de-Blaye [sɛ̃t‿obɛ̃ də blaj] ist eine französische Gemeinde mit 843 Einwohnern (Stand: 1. Januar 2022) im Département Gironde in der Region Nouvelle-Aquitaine. Sie gehört zum Arrondissement Blaye und zum Kanton L’Estuaire. Die Einwohner werden Saint-Cyriens genannt.

## Geographie
Saint-Aubin-de-Blaye liegt am Küstenfluss Livenne, etwa 57 Kilometer nördlich von Bordeaux. Umgeben wird Saint-Aubin-de-Blaye von den Nachbargemeinden Val-de-Livenne im Norden und Osten, Reignac im Südosten, Étauliers im Süden, Braud-et-Saint-Louis im Westen sowie Saint-Ciers-sur-Gironde im Nordwesten.
Saint-Aubin-de-Blaye liegt an der Via Turonensis des Jakobswegs.

## Bevölkerungsentwicklung

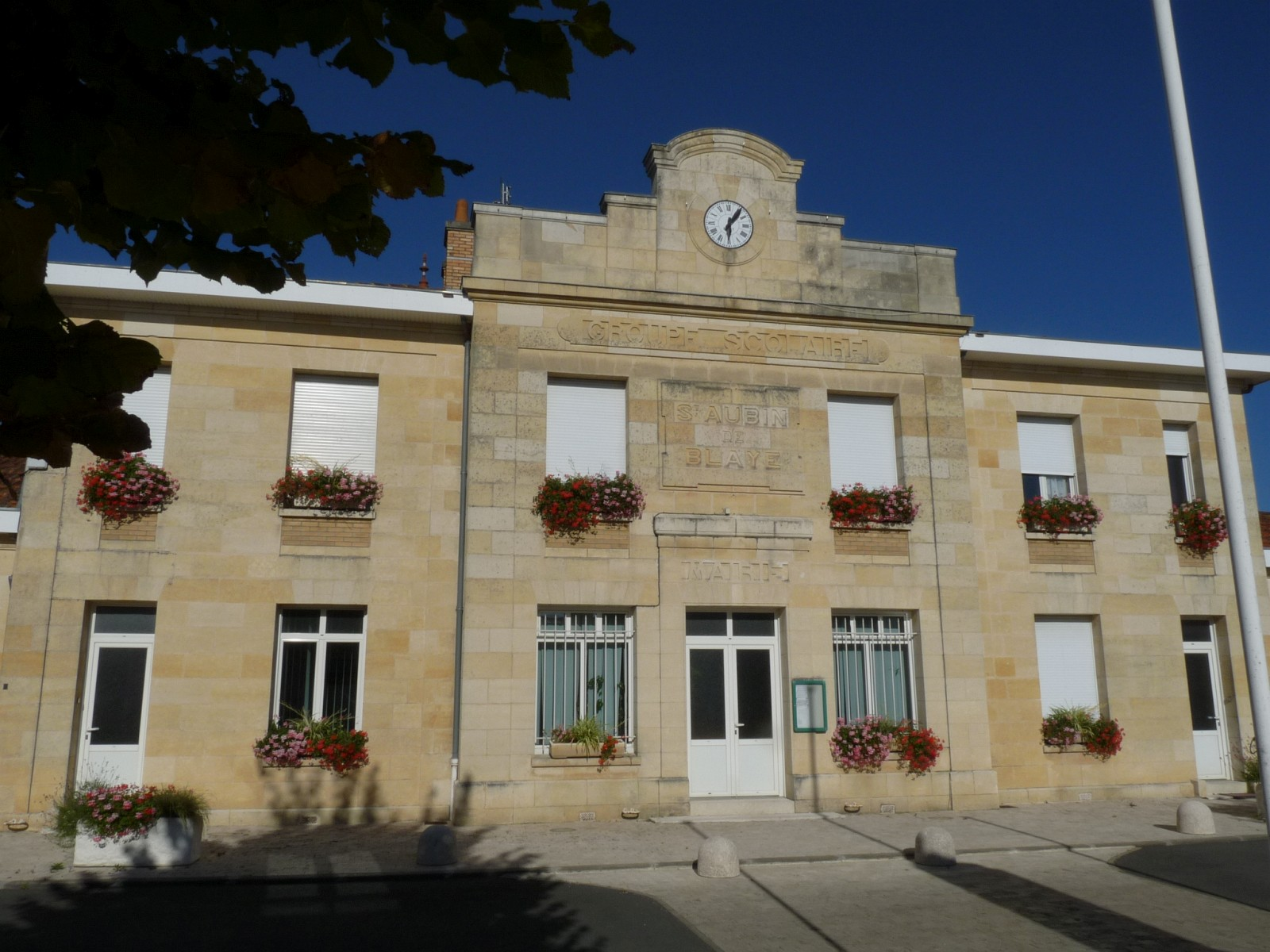
Mairie (Rathaus)

| Jahr                       | 1962 | 1968 | 1975 | 1982 | 1990 | 1999 | 2011 | 2020 |
| Einwohner                  | 645  | 603  | 561  | 605  | 630  | 687  | 793  | 846  |
| Quellen: Cassini und INSEE |      |      |      |      |      |      |      |      |

## Sehenswürdigkeiten
- Kirche Saint-Aubin (siehe auch: Liste der Monuments historiques in Saint-Aubin-de-Blaye)
- Protestantische Kirche
- Mühle an der Livenne

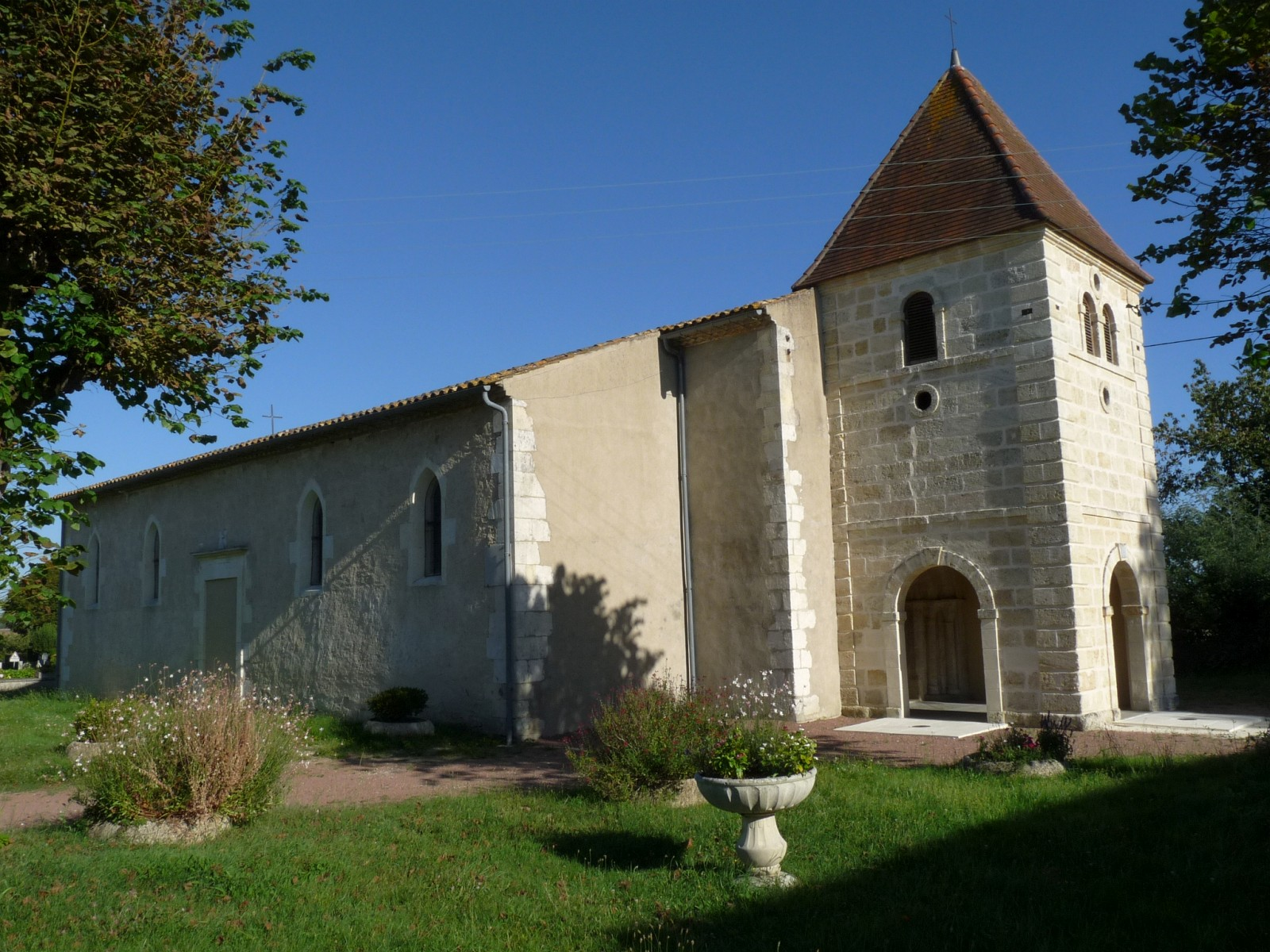
Kirche Saint-Aubin
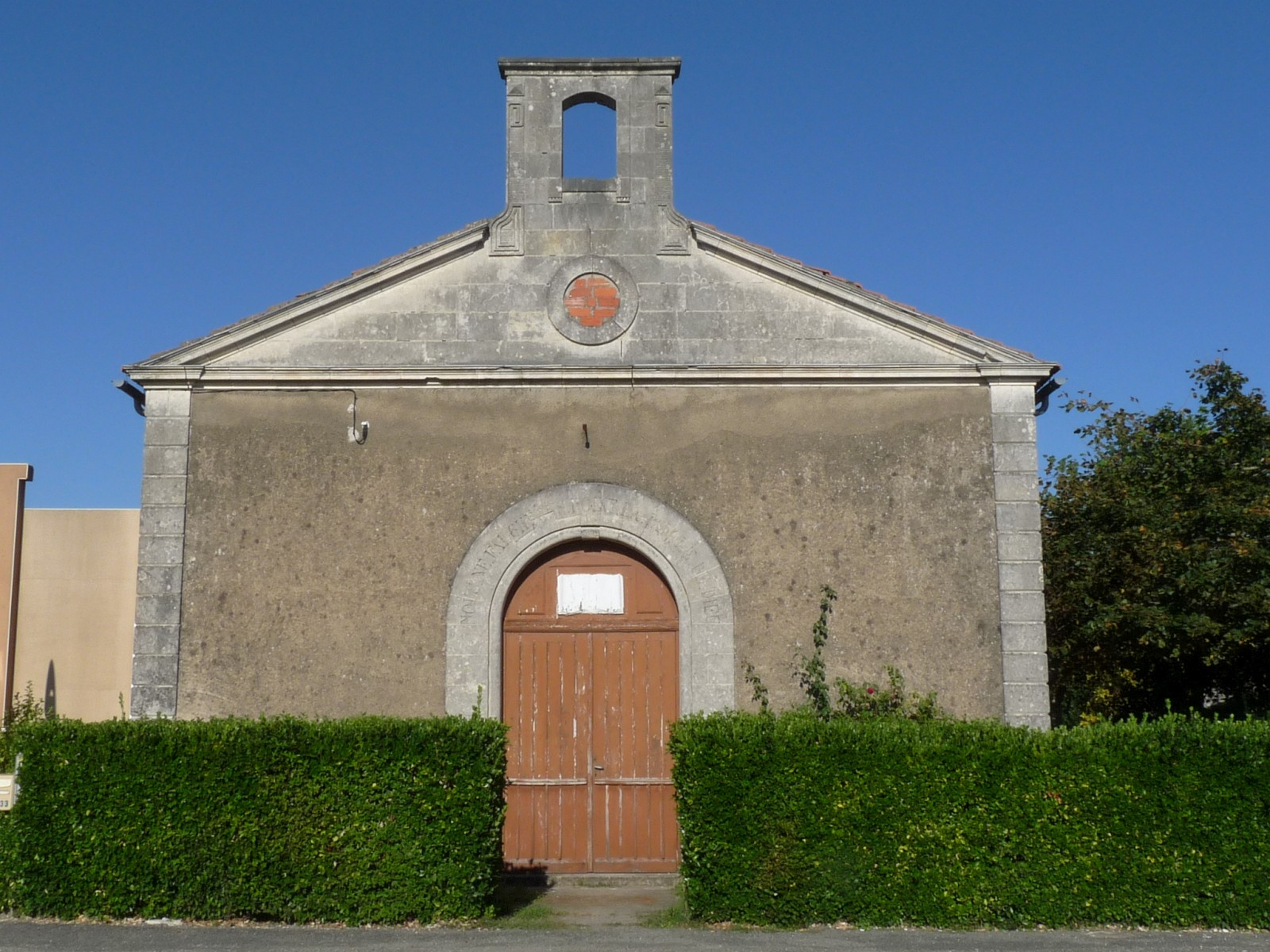
Protestantische Kirche